# Sebastián Dubarbier
Sebastián Dubarbier Bruschini (La Plata, 19 febbraio 1986) è un ex calciatore argentino con passaporto francese, di ruolo difensore.

## Caratteristiche tecniche
Dubarbier è un centrocampista molto rapido, in grado di correre i cento metri in undici secondi. È stato considerato il calciatore più veloce del campionato argentino. È mancino, ma può giocare anche sulla fascia destra, è dotato anche di un'ottima resistenza.

## Carriera
Ha iniziato la carriera nelle giovanili del Gimnasia La Plata, club della sua città, con cui ha poi debuttato in prima squadra nel campionato 2006-2007. Si è poi trasferito in seconda divisione, all'Olimpo.
Durante il mercato estivo del 2008, è stato acquistato dal Cluj, con cui è stato protagonista nella sfida di Champions League 2008-2009 contro la Roma, vinta dai rumeni allo stadio Olimpico per due a uno. Al calciatore argentino, si sono interessate Zenit San Pietroburgo, Ajax e Atlético Madrid. Alla fine approdò nella Ligue 1 fra le file del Lorient, un anno dopo fu girato in prestito nella Primera División tra le file del Tenerife. Dopo l'annata negativa nel giorno del 31 gennaio 2012 il club francese lo manda nuovamente in prestito nella serie cadetta spagnola tra le file del Córdoba.
Il 28 giugno 2013 viene acquistato dall'Almería.

## Palmarès

### Club

#### Competizioni nazionali
- Campionato rumeno: 1

CFR Cluj: 2009-2010
- Coppa di Romania: 2

CFR Cluj: 2008-2009, 2009-2010
- Supercoppa di Romania: 1

CFR Cluj: 2009